# Jeff Mills
Jeff Mills (ur. 18 czerwca 1963 w Detroit) – amerykański DJ i producent muzyczny.
W latach 80. Mills występował jako DJ w stacji radiowej WJLB pod pseudonimem The Wizard. Jego występy były kulminacją nocnego programu Charlesa Johnsona (A.K.A. The Electrifying Mojo). Miksując muzykę z gatunków detroit techno, miami bass, chicago house oraz new wave stosował on zaawansowane techniki DJ-skie, takie jak scratching czy beat juggling. Podążając w kierunku tworzenia własnej muzyki, Mills podjął współpracę z Mikiem Banksem, formując grupę Underground Resistance. Jej członkowie, ubrani w kominiarki i czarne stroje bojowe – sugerując jakoby byli na misji, mieli na celu nadać muzyce więcej treści i znaczenia. Mills nigdy nie opuścił UR oficjalnie, lecz w późniejszym okresie podążał już własną drogą. Po krótkim pobycie w Berlinie, przeniósł się do Nowego Jorku, a następnie do Chicago. Tam, w 1992 r. wraz z Robertem Hoodem założyli wytwórnię muzyczną Axis. Profil wydawniczy obejmował detroit techno w bardziej minimalistycznej, aniżeli wcześniejsze produkcje oprawie. W późniejszym czasie otwarte zostały również pododdziały Purposemaker, Tomorrow i 6277.
Wydany w 2000 r. przez Millsa album zatytułowany Metropolis stanowi od nowa napisaną ścieżkę dźwiękową do filmu z 1927 r. o tym samym tytule. Artysta ceniony jest za swoje umiejętności DJ-skie. Korzystając z trzech gramofonów oraz automatu Roland TR-909, prezentuje on około 70 utworów w ciągu godziny. 16 września 2004 r. wraz z Laurentem Garnierem zagrał w klubie Fabric set trwający 7 godzin. W 2006 r. odbył się koncert, na którym zaprezentowane zostały kompozycje artysty w wykonaniu orkiestry symfonicznej Montpellier Philharmonic Orchestra. Zarejestrowany materiał wydany został na płycie DVD pt. Blue Potential.

## Dyskografia

### Albumy
- 1993 – Waveform Transmission – Volume 1
- 1994 – Waveform Transmission – Volume 3
- 1996 – Purpose Maker Compilation
- 1997 – The other Day
- 1999 – From the 21st
- 2000 – Every Dog Has Its Day
- 2000 – Metropolis (ścieżka dźwiękwa do filmu Fritza Langa)
- 2000 – The Art of Connecting
- 2000 – Lifelike
- 2002 – Actual
- 2002 – At First Sight
- 2004 – Exhibitionist (a live DJ set, also available as a DVD)
- 2004 – Choice: A Collection of Classics
- 2005 – The Three Ages (nowa ścieżka dźwiękwa do filmu Bustera Keatona)
- 2005 – Contact Special
- 2007 – One Man Spaceship
- 2008 – Gamma Player Compilation Vol 1: The Universe By Night
- 2009 – Sleeper Wakes
- 2013 – Chronicles of Possible Worlds

### Sety / Koncerty
- 1996 – Mix-Up Volume 2 Live at the Liquid Room (a live DJ set)
- 2005 – The Mission Objective
- 2006 – Blue Potential